# Шулек, Богослав
Богосла́в Шу́лек (хорв. Bogoslav Šulek, словац. Bohuslav Šulek; 20 апреля 1816 года, Соботиште — 30 ноября 1895 года, Загреб) — хорватский филолог, историк и лексикограф. Он является создателем хорватской терминологии в социальных и естественных науках, технике и общественной жизни. Его считают наиболее значительным хорватским филологом всех времен.

## Биография
Богослав Шулек — словак по рождению. Он родился в словацком городе Соботиште, где и вырос, пошёл в начальную школу. Продолжил обучение в евангелическом лицее в Братиславе. После лицея, он решил не становится пастором, но не смог продолжить своё обучение в Йене, поэтому поехал к брату в хорватский город Славонски-Брод в ноябре 1838 года. Скоро он налаживает контакты с Людевитом Гаем, центральной фигурой иллиризма, и осенью 1839 года начал работать печатником у Франьо Жупана в Загребе.
В 1841 году Шулек стал главным редактором нелегальной газеты Бранислав, издаваемой в Белграде в 1840-х годах. Он был также редактором Novine Horvatske, Slavonske i Dalmatinske (Новости Хорватии, Славонии и Далмации) Гая с 1846 года по 1849, Slavenski jug (Славянский юг) в 1849, и Jugoslavenske novine (Югославские новости) в 1850. На протяжении 1850-х годов написал много учебников (например Учимся читать, Детская первая книга, Природные науки для начальной школы, Plant Studies for High School и т. д.). В то же время он писал немецко-хорватский словарь. Шулек также выступал в прессе против лингвистической политики филолога и фольклориста Вука Караджича.
Предки Богосла́в Шу́лек: hu: Schulek család (felvidéki)

## Защита хорватского наследия
Одной из наиболее важных статей Шулека была Сербы и Хорваты (1856), опубликованная в журнале Neven на более чем 30 страницах. Этот серьёзный текст по истории, литературе и филологии, опровергал мнение, что вся штокавская литература — сербская. «Те, кто хочет отказывать в существовании народу, должен быть хорошо вооружён аргументами, основанными на природе вещей, и свидетельствами, подтверждёнными историей.» Прибрежные авторы звали свой язык «хорватским», говорил Шулек, показывая дюжины работ, упоминающих хорватский язык в заглавии. С другой стороны, нет ни одной старой книги, написанной на глаголице или латинице, где писатели называют свой язык сербским; действительно, даже в книгах, написанных на боснийской кириллице, свой язык авторы называют хорватским или славянским. По мнению Шулека, хорватские писатели не могут называть свой язык сербским, поскольку сербы используют смесь церковнославянского, русского и сербского на протяжении своей истории, поэтому чистый штокавский «расцвёл только у хорват сегодня».
С 1858 до 1865 Шулек был редактором Gospodarski list. Он был одним из инициаторов создания журнала Pozor (1867). Он был великолепным журналистом и популяризатором науки. В 1868 он издал свой наиболее известный политический труд, Naše pravice. Izbor zakonah, poveljah i spisah, znamenitih za državno pravo kraljevine dalmatinsko-hrvatsko-slavonske od god. 1202—1868 (Наши права. Собрание законов, повелений и документов важных для государственного права королевства Далмации, Хорватии и Славонии, 1202—1868). Он был членом хорватской академии наук и искусств и её секретарём с 1871 года до своей смерти. 
В 1867 год ему присудили звание доктора наук за изучение биографии и работ Руджера Бошковича.

## Влияние на хорватскую терминологию
Когда хорватский язык стал в 1861 году официальным (вместо немецкого), Шулек посвятил много времени созданию хорватской научной терминологии. После хорватско-венгерского урегулирования 1868, он также создал много хорватских военных терминов.
Он поддерживал лингвистические принципы Загребской школы филологии и продвигал лингвистический пуризм. Он заменял иностранные слова вариантами взятыми из хорватских диалектов и других славянских языков (больше всего из словацкого и чешского, но также из русского и словенского) и создавал неологизмы. Это привело его к конфликту со сторонниками т. н. «чисто народного языка» (хорватские сторонники Караджича), которые критиковали его действия и называли его лингвистические нововведения «Шулекизмами».
Современный хорватский язык сохранил много слов, созданных Шулеком. Он создал некоторые ключевые части хорватской терминологии в области общественных и естественных наук, технологии и городской цивилизации.

## Работы
- «Deutsch-kroatisches Worterbuch — Njemačko-ilirski rječnik», I. — II. (Zagreb, 1860) — Немецко-Хорватский словарь
- «Hrvatsko-njemačko-talijanski rječnik znanstvenoga nazivlja», I. — II. (Zagreb, 1874/75; reprint: Zagreb, 1995) — Хорватско-Немецко-Итальянский словарь научных терминов
- «Jugoslavenski imenik bilja», (Zagreb, 1879.)